# Onni Hiltunen

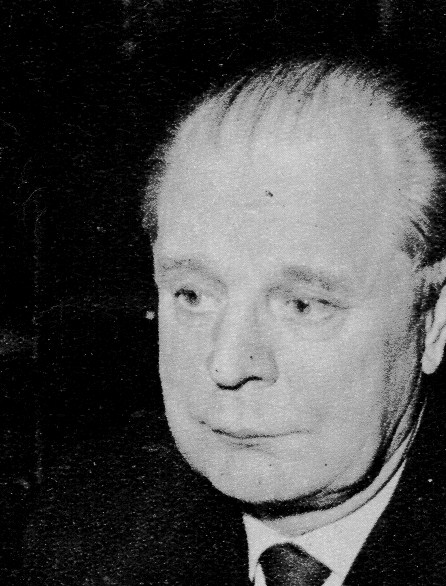
Onni Hiltunen

Onni Alfred Hiltunen (* 26. November 1895 in Jyväskylä; † 8. Juni 1971 in Varkaus) war ein finnischer Politiker der Sozialdemokratischen Partei Finnlands.

## Laufbahn
Onni Hiltunen wurde im mittelfinnischen Jyväskylä als Sohn von Tekla Eufemia Hagman und des Eisenbahnarbeiters Juho Taavi Hiltunen geboren. Auch Onni Hiltunen arbeitete zunächst für die Eisenbahn, später als Ladeninhaber und von 1931 bis 1946 für eine sozialdemokratische Zeitung in Varkaus. Seit 1930 gehörte er für die Sozialdemokratische Partei Finnlands (SDP) dem finnischen Parlament an, dem er bis 1962 angehören sollte. Mit dem Ende des Fortsetzungskrieges 1944 in Finnland wurde Hiltunen zu einer der führenden Sozialdemokraten des Landes. Er wurde zum Parteivorsitzenden gewählt, wobei er dabei als Kompromisskandidat zwischen den beiden Parteiflügeln um Emil Skog bzw. Karl-August Fagerholm galt, und bekleidete nun verschiedene Ministerposten. So war er 1944, von 1948 bis 1950 und noch einmal 1951 Finanzminister in verschiedenen Kabinetten. Außerdem hatte er stellvertretende Posten im Handels- und Industrieministerium, im Finanz-, Sozial- und Volksversorgungsministerium. 1946 wurde Emil Skog zu seinem Nachfolger als Parteivorsitzender der SDP gewählt. Ende der 1950er Jahre hatte er im Kabinett Fagerholm III den Posten des Handels- und Industrieministers inne und war auch für ein Monat stellvertretender Ministerpräsident.
Von 1951 bis 1961 war er Präsident der Kela, der finnischen Sozialversicherungsanstalt.